# Henning Gustaf Wrangel
Henning Gustaf Wrangel af Adinal, född 4 februari 1780 på Oretorp i Vinslövs socken, Kristianstads län, död 21 oktober 1833 på Sperlingsholm i Övraby socken, Hallands län, var en svensk friherre och godsägare.

## Biografi
Wrangel fick av sin far ärva godsen Araslöv, Ovesholm, Hamilton Hill, delar av Färlöv samt Sperlingsholm. Det senare godset kom att bli hans huvudsäte. Liksom sin far, Carl Adam Wrangel af Adinal, ägnade han sig åt att rationalisera jordbruksdriften på sina gods. Han var engagerad i Kristianstads läns Hushållningssällskap. Han inrättade avelsgårdar, Vrangelsro och Willmansstrand, nära Sperlingsholm. Han stödde bönder när det gällde friköp av hemman och i bekämpandet av flygsand. Han utarbetade noggranna instruktioner för arbetarna, drängarna, pigorna och stallpersonal. Han hade intresse för utbildning av böndernas barn och år 1822 inrättade han en skola vid Gunnarstorp i Enslövs socken, kallad Sperlingsholms skola. Skolans historia blev kortvarig möjligen beroende på böndernas ringa intresse.
Wrangel beskrivs även ha varit känd för sitt häftiga lynne, sitt kärleksliv och sina dueller. Samma år som han tog över Sperlingsholm, 1810, gifte han sig med grevinnan Hedda Lewenhaupt. Hon var mycket musikalisk och skrev bland annat egen musik. De fick inga barn tillsammans. Hon avled 24 juli 1833 och han 21 oktober samma år.